# Periophthalmus darwini
A Periophthalmus darwini a csontos halak (Osteichthyes) főosztályának a sugarasúszójú halak (Actinopterygii) osztályába, ezen belül a sügéralakúak (Perciformes) rendjébe, a gébfélék (Gobiidae) családjába és az iszapugró gébek (Oxudercinae) alcsaládjába tartozó faj.

## Neve
Ez a hal a fajnevét, azaz a darwini-t Darwin Harbour-ról kapta, hiszen itt találták meg a holotípusát. Azonban Darwin Harbourt a híres angol természettudósról és az evolúcióelmélet kidolgozójáról, azaz Charles Darwinról nevezték el.

## Előfordulása
A Periophthalmus darwini előfordulási területe az Indiai-óceán és a Csendes-óceán határán van. Az Ausztráliához tartozó Északi terület és Nyugat-Ausztrália tengerpartjain lelhető fel.

## Megjelenése
Ez a halfaj legfeljebb 4,6 centiméter hosszú. Az oldalvonala mentén 58-78 pikkely ül. A tarkója tájékán 24-25 pikkely látható. A hátúszóján 5-7 tüske és 10-12 sugár, míg a farok alatti úszóján 1 tüske és 11-13 sugár ül. A többi Periophthalmus-fajtól eltérően a mindkét nembéli hal elülső hátúszója nagyon kicsi. A két hátúszó nincs összekötve. A hasúszók csak félig forrtak össze. Az első hátúszó majdnem teljesen feketés, de a szélein vékony, fehéres sávok vannak; továbbá a töve világosabb. A második hátúszó átlátszó egy fekete sáv kivételével; ennek a tövén több fekete pont és folt látható. A hasúszók és a farok alatti úszók világosak. A fej alján és a hasi részen narancssárga pettyezés van; de ezek eltűnnek a tartósított példányok esetében.

## Életmódja
Trópusi halfaj, amely egyaránt megél az édes- és brakkvízben is. Az oxigént képes, egyenesen a levegőből kivenni, azzal a feltétellel, ha nedvesek a kopoltyúi és a bőre. A víz alá is lemerülhet.

## Felhasználása
Ennek az iszapugró gébnek, mint sok más rokonának nincs halászati értéke.